# علوم عصبية خلوية
علم الأعصاب الخلوي هو فرع من علوم الأعصاب المعنية بدراسة المستوى الخلوي للعصبونات «الخلايا العصبية». ويشمل ذلك الخصائص المورفولوجية «علم تشكل الأحياء» والفسيولوجية «علم وظائف الأعضاء» في العصبون الواحد.  استُخدمت عدة تقنيات مثل التسجيلات داخل الخلوي، والالتقاط الرقعي، وتقنية الرقعة المتعلقة بالجهد، وعلم الأدوية، والتصوير البؤري، والبيولوجيا الجزيئية، ومجهر المسح الليزري ذو فوتونين، وتصوير الكالسيوم من أجل دراسة نشاط المستوى الخلوي. يدرس علم الأعصاب الخلوي الأنواع المتعددة من الخلايا العصبية، ووظائف الخلايا العصبية المختلفة، وتأثير الخلايا العصبية على بعضها البعض، وكيفية عمل الخلايا العصبية معًا.

## العصبونات والخلايا الدبقية
العصبونات هي خلايا متخصصة بتلقي، وإرسال، ونقل دفعات كهروكيميائية. يوجد في عقل الإنسان وحده أكثر من ثمانين بليون عصبون. تختلف العصبونات باختلاف مورفولوجيتها  ووظيفتها. وبالتالي، لا تتسق كافة العصبونات مع النمط التقليدي للعصبون الحركي ذو تغصنات ومحاوير ميالينية الذي ينظم كمونات العمل. بعض العصبونات مثل خلايا مستقبلات الضوء، على سبيل المثال، لا تملك محاوير ميالينية من أجل إحداث كمون عمل. ولا تميز العصبونات أحادية القطب الموجودة عند الفقاريات تلك العمليات حتى، كما تفعل التغصنات. بالإضافة لذلك، تعتبر الفروقات المعتمدة على الوظيفة بين العصبونات والخلايا الأخرى مثل الخلايا القلبية والعضلية غير مفيدة. وبالتالي، الفرق الأساسي بين العصبون والخلايا غير العصبية هو مسألة نسبية.
الخلايا العصبية الدبقية هي فئة رئيسية أخرى من خلايا الجهاز العصبي. لاقت هذه الخلايا مؤخرًا اهتمامًا من قبل علماء البيولوجيا العصبية لكونها تشارك في تحوير المشابك، بالإضافة لدعم وتغذية العصبونات. على سبيل المثال، تقوم خلايا شوان، التي تعتبر نوع من الخلايا الدبقية الموجودة في الجهاز العصبي المحيطي، بتحوير الاتصالات المشبكية بين النهايات ما قبل المشبكية ونهايات العصبون المحرك والألياف العضلية في الوصل العصبي العضلي.

## الوظيفة العصبية
تعتبر الاستثارية أحد أبرز خواص العديد من العصبونات. تُنتج العصبونات نوعين من الدفعات الكهربائية أو التغيرات في الجهد الكهربائي: كمونات متدرجة وكمونات عمل. تحدث الكمونات المتدرجة عند زوال استقطاب جهد الغشاء وفرط استقطابه بشكل تدريجي يتناسب مع مقدار التنبيه المطبق على العصبونات. وكمون العمل من جهة أخرى هو الدفعة الكهربائية المميزة بمبدأ «الكل-أو-اللاشيء». وعلى الرغم من أنها أبطأ من الكمونات المتدرجة، تتميز كمونات العمل المنتقلة عبر مسافات طويلة في المحاوير بوجود انحسار قليل أو معدوم. تأتي معظم المعرفة الحالية عن كمونات العمل من تجارب محوار الحبار المجراة من قبل السيد آلن لويد هودجكين والسيد أندرو هكسلي.

## كمون العمل
يعتبر نموذج هودجكين وهاكسلي لكمون العمل الخاص بالمحوار العملاق للمحار أساسًا لغالبية الفهم الحالي للأسس الشاردية لكمونات العمل. باختصار، يشير النموذج أن توليد كمونات العمل محدد من قبل شاردتين هما: الصوديوم والبوتاسيوم. يمكن أن يقسم كمون العمل إلى عدة مراحل متتالية: العتبة، مرحلة الارتفاع «إزالة الاستقطاب»، ومرحلة الهبوط «إعادة الاستقطاب»، ومرحلة تحت الإطلاق، ومرحلة العودة. بعد عدة مرات من إزالة استقطاب جهد الغشاء التدريجي الموضّع، تحدث استثارية العتبة، وتتفعل قنوات الصوديوم الموجبة بالجهد، ما يؤدي لاندفاق شوارد الصوديوم. عندما تدخل شوارد الصوديوم إلى الخلية، يزداد زوال استقطاب جهد الغشاء، وتتفعل المزيد من قنوات الصوديوم الموجبة بالجهد. تدعى هذه العملية بالتلقيم الراجع الإيجابي. وعندما تصل مرحلة الارتفاع إلى ذروتها، يتوقف نشاط قنوات الصوديوم الموجبة بالجهد وتتفعل قنوات البوتاسيوم الموجبة بالجهد، وينجم عن ذلك حركة خروج لشوارد البوتاسيوم، والتي تسبب عودة استقطاب جهد الغشاء باتجاه مرحلة الراحة الخاصة بجهد الغشاء. تستمر عودة استقطاب جهد الغشاء، وينجم عن ذلك مرحلة تحت الإطلاق أو مرحلة الحَرون التام. تحدث مرحلة تحت الإطلاق بسبب توقف نشاط قنوات البوتاسيوم السالبةبالجهد ببطء، على عكس قنوات الصوديوم الموجبة بالجهد. ومع ذلك، كلما توقف نشاط المزيد من قنوات البوتاسيوم المبوبة بالجهد، استعاد جهد الغشاء حالة الراحة الطبيعية الخاصة به.

## بنية المشابك وتشكلها
تتصل العصبونات فيما بينها عن طريق المشابك. المشابك هي مناطق اتصال متخصصة بين المسافات القريبة للخلايا فيما بينها. في المشبك، تدعى العصبونات المرسلة للإشارة بالعصبونات ما قبل المشبك وتدعى العصبونات الهدف التي تستقبل الإشارة بالعصبونات أو الخلايا ما بعد المشبك. قد تكون المشابك عصبية أو كيميائية. تصنف المشابك الكهربائية وفق شكل المساحة الموصلة التي تسمح للشوارد والمركبات العضوية الأخرى بالمرور من خلية إلى أخرى. تصنف المشابك الكيميائية وفق إطلاق النواقل العصبية من العصبونات ما قبل المشبك والتي تنسل عبر الفوهة المشبكية من أجل الارتباط مع مستقبلات ما بعد المشبك. النواقل العصبية هي نواقل كيميائية تصنع داخل العصبونات ذاتها وتطلق من قبل هذه العصبونات من أجل الاتصال مع الخلايا الهدف ما بعد المشبك. المستقبل هو جزيء بروتيني ناقل عبر الغشاء يرتبط بالنواقل العصبية أو الأدوية. المشابك الكيميائية أبطأ من المشابك الكهربائية.

## نواقل النواقل العصبية، ومستقبلاتها، وآليات التأشير
بعد تكون النواقل العصبية، تُجمع وتخزن في حويصلات. هذه الحويصلات تجتمع معًا في حبات النهايات الخاصة بالعصبون ما قبل المشبك. عندما يكون هنالك تغير في جهد الحبّة النهائية، تتفعل قنوات الكالسيوم المبوبة بالجهد والمنطمرة في أغشية هذه الحبات. يسمح ذلك بانتشار شوارد الكالسيوم عبر هذه القنوات وارتباطها مع الحويصلات المشبكية داخل الحبات النهائية. ومجرد ارتباطها مع الكالسيوم، تنفصل هذه الحويصلات وتندمج مع الغشاء ما قبل المشبك، وتطلق النواقل العصبية في الفلح المشبكي من خلال عملية تدعى الإخراج الخلوي. تنتشر النواقل العصبية بعد ذلك في الفلح المشبكي وترتبط بالمستقبلات ما بعد المشبك المنطمرة في الغشاء ما بعد المشبك الخاص بعصبون آخر. هنالك نوعين من المستقبلات: شاردية واستقلابية. المستقبلات الشاردية هي خليط من مستقبل وقناة شاردية. عندما تتفعل المستقبلات الشاردية، تدخل بعض أنواع الشوارد مثل الصوديوم إلى العصبون ما بعد المشبك، الذي يقوم بإزالة استقطاب الغشاء ما بعد المشبك. كلما زاد عدد المستقبلات ما بعد المشبكية المفعلة، سيزداد دخول الصوديوم إلى الغشاء ما بعد المشبك وتزداد إزالة استقطاب الخلايا. من الناحية الأخرى تفعل المستقبلات الاستقلابية أنظمة مرسال ثاني شلالية تؤدي إلى فتح القنوات الشاردية المتموضعة في مكان ما على نفس الغشاء ما بعد المشبك. على الرغم من أنها أبطئ من المستقبلات الشاردية التي تعمل بشكل بدّالة تفعيل-توقف، تتميز المستقبلات الاستقلابية بتغيير استجابة الخلايا للشوارد والمستقلبات الأخرى، على سبيل المثال حمض الغاما أمينو بيوتيريك (ناقل تثبيطي)، وحمض الجلوتاميك (ناقل تحفيزي)، والدوبامين، والنورإبينفرين، والأدرينالين، والميلاتونين، والسيروتونين، والإندروفين، والدينوفرين، والنوسيسبتين، والمادة بّي.
يمكن لإزالة الاستقطاب ما بعد المشبك أن تحدث من خلال النواقل العصبية التثبيطية أو التحفيزية. يشار إلى تلك التي تطلق حويصلات تحفيزية بكمون العمل ما بعد المشبك الاستثاري «إي بّي إس بّي». وبشكل مختلف، الحويصلات التثبيطية التي تحفز المستقبلات ما بعد المشبك كأن تسمح بدخول شوارد الكالسيوم أو خروج شوارد البوتاسيوم، وينجم عن ذلك كمون عمل ما بعد المشبك التثبيطي «آي بّي إس بّي». إذا كان إي بّي إس بّي هو المسيطر، قد تتحقق مرحلة العتبة الاستثارية في العصبون ما بعد المشبك، وينجم عنها مجموعة من كمونات العمل في العصبون أو العصبونات في ما بعد المشبك، مشكلةً الإشارة.